# Unione Sportiva Arezzo 1987-1988
Questa voce raccoglie le informazioni riguardanti l'Unione Sportiva Arezzo nelle competizioni ufficiali della stagione 1987-1988.

## Divise e sponsor
Lo sponsor di maglia fu Vetrella.
| Casa | Trasferta |

## Rosa

Marco Nappi, recordman di presenze e reti nel suo unico campionato ad Arezzo.

| N. |                   | Ruolo | Calciatore          |
| -- | ----------------- | ----- | ------------------- |
|    | Italia (bandiera) | C     | Walter Allievi      |
|    | Italia (bandiera) | P     | Bastogi Alberto     |
|    | Italia (bandiera) | D     | Antonio Bellopede   |
|    | Italia (bandiera) | P     | Oriano Boschin      |
|    | Italia (bandiera) | C     | Stefano Butti       |
|    | Italia (bandiera) | C     | Cammarieri Maurizio |
|    | Italia (bandiera) | C     | Marco Carrara       |
|    | Italia (bandiera) | C     | Francesco Dell'Anno |
|    | Italia (bandiera) | C     | Massimo De Stefanis |
|    | Italia (bandiera) | C     | Alessio Di Mella    |
|    | Italia (bandiera) | C     | Franco Ermini       |
|    | Italia (bandiera) | P     | Nico Facciolo       |
|    | Italia (bandiera) | D     | Fantini Andrea      |

| N. |                   | Ruolo | Calciatore               |
| -- | ----------------- | ----- | ------------------------ |
|    | Italia (bandiera) | D     | Bruno Incarbona          |
|    | Italia (bandiera) | D     | Andrea Mangoni           |
|    | Italia (bandiera) | D     | Alberto Minoia           |
|    | Italia (bandiera) | D     | Muratori Cristian        |
|    | Italia (bandiera) | A     | Marco Nappi              |
|    | Italia (bandiera) | P     | Fernando Orsi            |
|    | Italia (bandiera) | D     | Giovanni Francesco Pozza |
|    | Italia (bandiera) | D     | Fulvio Rondini           |
|    | Italia (bandiera) | C     | Gennaro Ruotolo          |
|    | Italia (bandiera) | D     | Marco Sereni             |
|    | Italia (bandiera) | A     | Andrea Silenzi           |
|    | Italia (bandiera) | A     | Guido Ugolotti           |
|    | Italia (bandiera) | A     | Sandro Tovalieri         |

## Risultati

### Campionato

#### Girone di andata
| 13 settembre 1987 1ª giornata | Arezzo | 0 – 0 | Genoa |  |

| 20 settembre 1987 2ª giornata | Barletta | 0 – 0 | Arezzo |  |

| 27 settembre 1987 3ª giornata | Arezzo | 0 – 0 | Triestina |  |

| 4 ottobre 1987 4ª giornata | Bari | 1 – 0 | Arezzo |  |

| 11 ottobre 1987 5ª giornata | Arezzo | 1 – 2 | Lecce |  |

| 18 ottobre 1987 6ª giornata | Modena | 1 – 0 | Arezzo |  |

| 25 ottobre 1987 7ª giornata | Arezzo | 1 – 1 | Atalanta |  |

| 1º novembre 1987 8ª giornata | Arezzo | 1 – 0 | Padova |  |

| 8 novembre 1987 9ª giornata | Sambenedettese | 2 – 1 | Arezzo |  |

| 15 novembre 1987 10ª giornata | Lazio | 0 – 1 | Arezzo |  |

| 22 novembre 1987 11ª giornata | Arezzo | 0 – 0 | Cremonese |  |

| 29 novembre 1987 12ª giornata | Arezzo | 3 – 1 | Piacenza |  |

| 6 dicembre 1987 13ª giornata | Catanzaro | 1 – 0 | Arezzo |  |

| 13 dicembre 1987 14ª giornata | Arezzo | 1 – 1 | Messina |  |

| 20 dicembre 1987 15ª giornata | Parma | 3 – 0 | Arezzo |  |

| 3 gennaio 1988 16ª giornata | Arezzo | 3 – 1 | Taranto |  |

| 10 gennaio 1988 17ª giornata | Udinese | 1 – 1 | Arezzo |  |

| 17 gennaio 1988 18ª giornata | Arezzo | 0 – 1 | Bologna |  |

| 24 gennaio 1988 19ª giornata | Brescia | 1 – 1 | Arezzo |  |

#### Girone di ritorno
| 7 febbraio 1988 20ª giornata | Genoa | 1 – 0 | Arezzo |  |

| 14 febbraio 1988 21ª giornata | Arezzo | 1 – 1 | Barletta |  |

| 21 febbraio 1988 22ª giornata | Triestina | 1 – 0 | Arezzo |  |

| 6 marzo 1988 23ª giornata | Arezzo | 0 – 0 | Bari |  |

| 13 marzo 1988 24ª giornata | Lecce | 3 – 0 | Arezzo |  |

| 20 marzo 1988 25ª giornata | Arezzo | 0 – 0 | Modena |  |

| 27 marzo 1988 26ª giornata | Atalanta | 3 – 1 | Arezzo |  |

| 2 aprile 1988 27ª giornata | Padova | 1 – 0 | Arezzo |  |

| 10 aprile 1988 28ª giornata | Arezzo | 0 – 0 | Sambenedettese |  |

| 17 aprile 1988 29ª giornata | Arezzo | 0 – 1 | Lazio |  |

| 24 aprile 1988 30ª giornata | Cremonese | 2 – 1 | Arezzo |  |

| 1º maggio 1988 31ª giornata | Piacenza | 1 – 1 | Arezzo |  |

| 8 maggio 1988 32ª giornata | Arezzo | 0 – 0 | Catanzaro |  |

| 15 maggio 1988 33ª giornata | Messina | 2 – 0 | Arezzo |  |

| 22 maggio 1988 34ª giornata | Arezzo | 0 – 0 | Parma |  |

| 29 maggio 1988 35ª giornata | Taranto | 1 – 0 | Arezzo |  |

| 5 giugno 1988 36ª giornata | Arezzo | 1 – 1 | Udinese |  |

| 12 giugno 1988 37ª giornata | Bologna | 2 – 2 | Arezzo |  |

| 19 giugno 1988 38ª giornata | Arezzo | 1 – 1 | Brescia |  |

## Statistiche

### Statistiche di squadra
| Competizione | Punti | In casa | In casa | In casa | In casa | In casa | In casa | In trasferta | In trasferta | In trasferta | In trasferta | In trasferta | In trasferta | Totale | Totale | Totale | Totale | Totale | Totale | DR  |
| Competizione | Punti | G       | V       | N       | P       | Gf      | Gs      | G            | V            | N            | P            | Gf           | Gs           | G      | V      | N      | P      | Gf     | Gs     | DR  |
| ------------ | ----- | ------- | ------- | ------- | ------- | ------- | ------- | ------------ | ------------ | ------------ | ------------ | ------------ | ------------ | ------ | ------ | ------ | ------ | ------ | ------ | --- |
| Serie B      | 26    | 19      | 3       | 13      | 3       | 13      | 11      | 19           | 1            | 5            | 13           | 9            | 27           | 38     | 4      | 18     | 16     | 22     | 38     | -16 |
| Coppa Italia | 3     | 3       | 0       | 1       | 2       | 1       | 7       | 2            | 0            | 1            | 1            | 1            | 2            | 5      | 0      | 2      | 3      | 2      | 9      | -7  |
| Totale       |       | 22      | 3       | 14      | 5       | 14      | 18      | 21           | 1            | 6            | 14           | 10           | 29           | 43     | 4      | 20     | 19     | 24     | 47     | -23 |

### Statistiche dei giocatori
| Giocatore      | Serie B  | Serie B | Serie B     | Serie B    | Coppa Italia | Coppa Italia | Coppa Italia | Coppa Italia | Totale   | Totale | Totale      | Totale     |
| Giocatore      | Presenze | Reti    | Ammonizioni | Espulsioni | Presenze     | Reti         | Ammonizioni  | Espulsioni   | Presenze | Reti   | Ammonizioni | Espulsioni |
| -------------- | -------- | ------- | ----------- | ---------- | ------------ | ------------ | ------------ | ------------ | -------- | ------ | ----------- | ---------- |
| W. Allievi     | 35       | 2       | ?           | ?          | ?            | ?            | ?            | ?            | 35+      | 2+     | ?           | ?          |
| A. Bastogi     | 1        | 0       | ?           | ?          | ?            | ?            | ?            | ?            | 1+       | 0+     | ?           | ?          |
| A. Bellopiede  | 7        | 0       | ?           | ?          | ?            | ?            | ?            | ?            | 7+       | 0+     | ?           | ?          |
| O. Boschin     | 2        | -3      | ?           | ?          | ?            | ?            | ?            | ?            | 2+       | -3+    | ?           | ?          |
| S. Butti       | 34       | 0       | ?           | ?          | ?            | ?            | ?            | ?            | 34+      | 0+     | ?           | ?          |
| M. Cammarieri  | 2        | 0       | ?           | ?          | ?            | ?            | ?            | ?            | 2+       | 0+     | ?           | ?          |
| M. Carrara     | 15       | 1       | ?           | ?          | ?            | ?            | ?            | ?            | 15+      | 1+     | ?           | ?          |
| F. Dell'Anno   | 16       | 0       | ?           | ?          | ?            | ?            | ?            | ?            | 16+      | 0+     | ?           | ?          |
| M. De Stefanis | 35       | 3       | ?           | ?          | ?            | ?            | ?            | ?            | 35+      | 3+     | ?           | ?          |
| A. Di Mella    | 1        | 0       | ?           | ?          | ?            | ?            | ?            | ?            | 1+       | 0+     | ?           | ?          |
| F. Ermini      | 20       | 0       | ?           | ?          | ?            | ?            | ?            | ?            | 20+      | 0+     | ?           | ?          |
| N. Facciolo    | 22       | -17     | ?           | ?          | ?            | ?            | ?            | ?            | 22+      | -17+   | ?           | ?          |
| A. Fantini     | 2        | 0       | ?           | ?          | ?            | ?            | ?            | ?            | 2+       | 0+     | ?           | ?          |
| B. Incarbona   | 33       | 0       | ?           | ?          | ?            | ?            | ?            | ?            | 33+      | 0+     | ?           | ?          |
| A. Mangoni     | 33       | 0       | ?           | ?          | ?            | ?            | ?            | ?            | 33+      | 0+     | ?           | ?          |
| A. Minoia      | 34       | 0       | ?           | ?          | ?            | ?            | ?            | ?            | 34+      | 0+     | ?           | ?          |
| C. Muratori    | 1        | 0       | ?           | ?          | ?            | ?            | ?            | ?            | 1+       | 0+     | ?           | ?          |
| M. Nappi       | 36       | 8       | ?           | ?          | ?            | ?            | ?            | ?            | 36+      | 8+     | ?           | ?          |
| F. Orsi        | 15       | -18     | ?           | ?          | ?            | ?            | ?            | ?            | 15+      | -18+   | ?           | ?          |
| G. Pozza       | 27       | 0       | ?           | ?          | ?            | ?            | ?            | ?            | 27+      | 0+     | ?           | ?          |
| F. Rondini     | 23       | 0       | ?           | ?          | ?            | ?            | ?            | ?            | 23+      | 0+     | ?           | ?          |
| G. Ruotolo     | 34       | 0       | ?           | ?          | ?            | ?            | ?            | ?            | 34+      | 0+     | ?           | ?          |
| M. Sereni      | 7        | 0       | ?           | ?          | ?            | ?            | ?            | ?            | 7+       | 0+     | ?           | ?          |
| A. Silenzi     | 19       | 0       | ?           | ?          | ?            | ?            | ?            | ?            | 19+      | 0+     | ?           | ?          |
| G. Ugolotti    | 22       | 2       | ?           | ?          | ?            | ?            | ?            | ?            | 22+      | 2+     | ?           | ?          |
| S. Tovalieri   | 17       | 4       | ?           | ?          | ?            | ?            | ?            | ?            | 17+      | 4+     | ?           | ?          |